# Vizepräsident von Indonesien
Der Vizepräsident der Republik Indonesien (indonesisch Wakil Presiden Republik Indonesia) ist nach dem Präsidenten der zweithöchste Beamte in der Exekutive der indonesischen Regierung und steht an erster Stelle in der Nachfolge des Präsidenten. Seit 2004 werden der Präsident und der Vizepräsident direkt für eine Amtszeit von fünf Jahren gewählt.
Gibran Rakabuming Raka ist der 14. und derzeitige Vizepräsident von Indonesien. Er trat sein Amt am 20. Oktober 2024 an.